# Susi Air
Susi Air ist eine indonesische Fluggesellschaft mit Sitz in Pangandaran und Basis auf dem Flughafen Halim Perdanakusuma.

## Geschichte
Susi Air wurde 2004 von der amtierenden Fischereiministerin und Eigentümerin Susi Pudjiastuti gegründet. Die Airline bedient ein Streckennetz in Papua, das 168 Destinationen umfasst. Darunter sind auch Landebahnen in gebirgigem Urwald zum Beispiel im Baliem-Tal, das erst im Jahr 1938 überhaupt als bewohnt erkannt worden war in bis zu 3000 Metern Höhe über Meer. Einzelne Stämme der Region hatten erst in den 1950er-Jahren erstmals Kontakt mit der Außenwelt. Die Verbindung mit dem Flugzeug ist für die dort wohnenden Stämme die einzige Alternative zu oft tagelangen Fußmärschen. Viele der Landebahnen können nur von einer Seite angeflogen werden und dies bei schwierigen Gebirgswinden.

## Flotte
Im Jahre 2020 besteht die Flotte der Susi Air aus folgenden Typen:
| Flugzeugtyp               | aktiv | bestellt | Anmerkungen            | Sitzplätze |
| ------------------------- | ----- | -------- | ---------------------- | ---------- |
| Air Tractor AT-802        | 01    |          | Agrarflugzeug          | –          |
| Agusta A109               | 01    |          |                        | 7          |
| Agusta A119               | 01    |          |                        | 7          |
| Cessna 208B Grand Caravan | 32    |          |                        | 12         |
| Let 410                   | 01    |          |                        | 19         |
| Piaggio P.180             | 03    |          | Geschäftsreiseflugzeug | 5–8        |
| Pilatus PC-6              | 09    |          |                        | 7–9        |
| Piper PA-28               | 01    |          |                        |            |
| Gesamt                    | 49    |          |                        |            |

## Ehemalige Flugzeugtypen
- Diamond DA42